# Kuzman Smileski
Kuzman Smileski, makedonski admiral, * 22. avgust 1924, † 2012, Skopje.

## Življenjepis
Leta 1944 se je pridružil NOVJ in KPJ. Med vojno je bil politični komisar več enot.
Po vojni je bil politični komisar pehotne brigade, predavatelj v VVPA, načelnik oddelka v armadi in upravi SSNO, načelnik katedre VM v VVA JLA,...